# Étienne-Nicolas Méhul

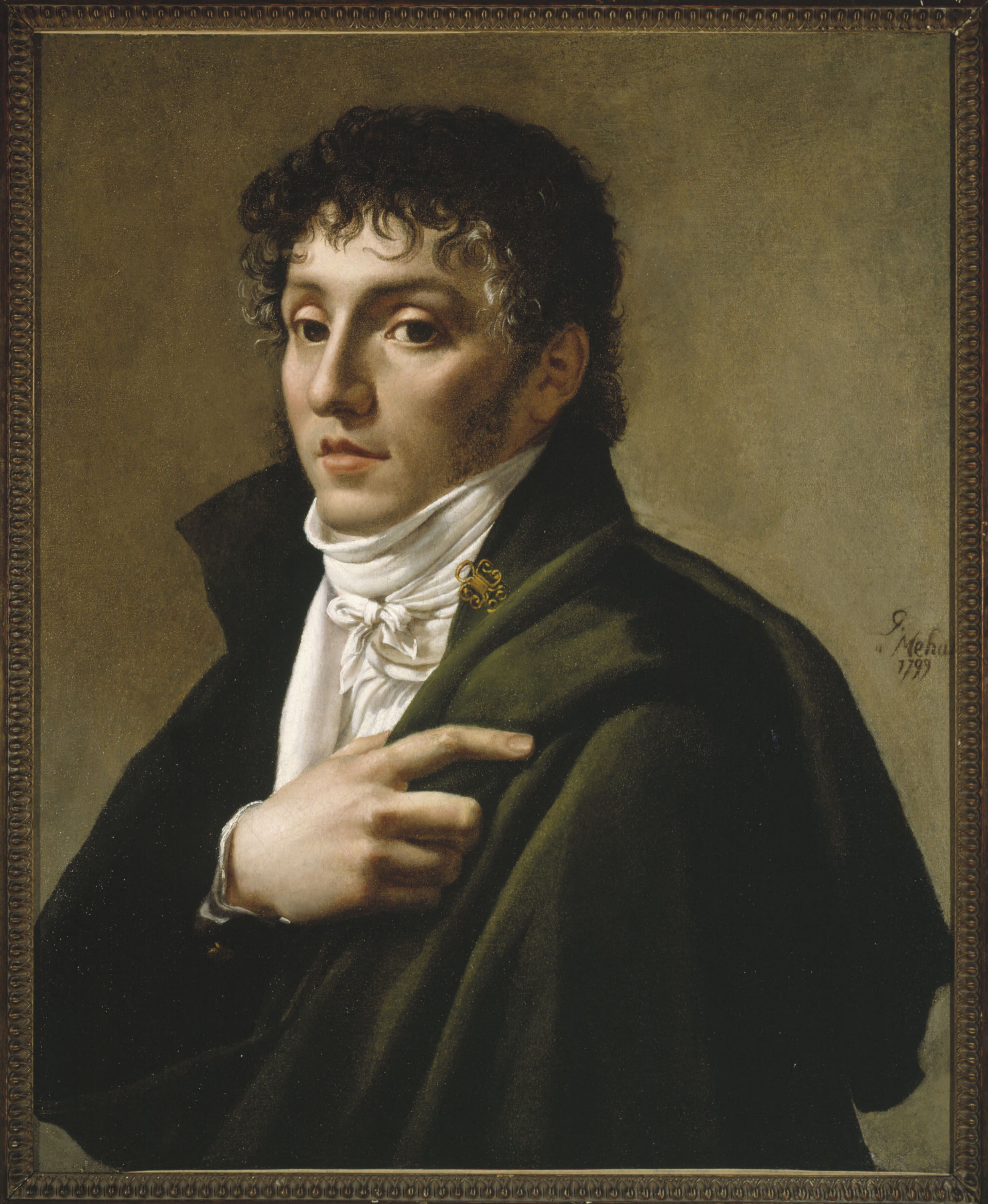
Étienne-Nicolas Méhul

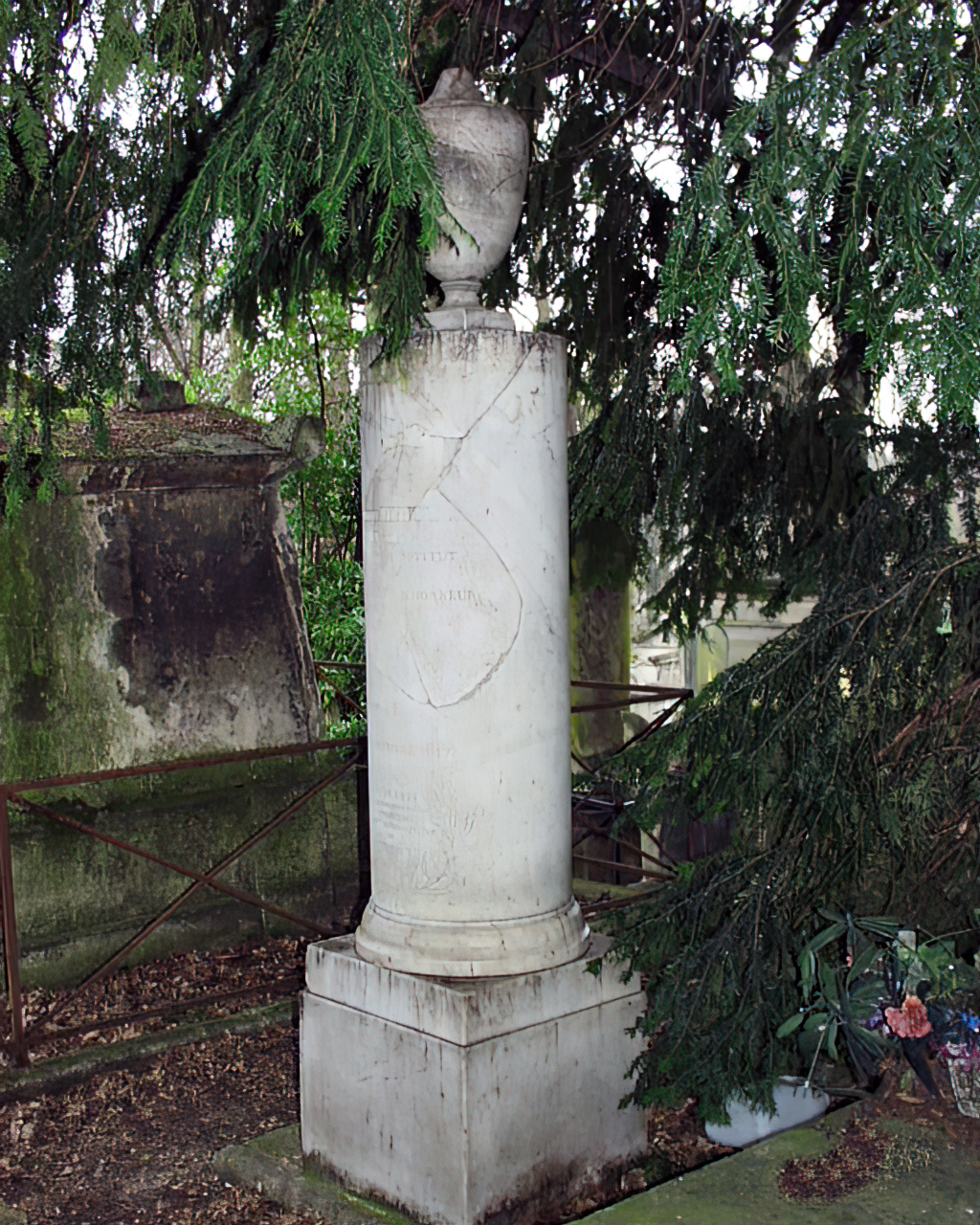
Méhuls Grab in Paris

Étienne-Nicolas Méhul (* 22. Juni 1763 in Givet, Provinz Champagne; † 18. Oktober 1817 in Paris) war ein französischer Komponist.

## Leben

Étienne-Nicolas Méhul, Stich von Heinrich Eduard Winter

Der Vater war Erster Diener (maître d’hôtel) des Grafen von Montmorency und gründete später eine kleine Weinhandlung. Étienne-Nicolas Méhul begann seine musikalische Ausbildung als Organist im Franziskanerkloster seines Heimatortes. Später studierte er bei dem Organisten Wilhelm Hanser und wurde 1778 dessen Assistent oder Hilfsorganist im Benediktinerkloster Laval Dieu in Monthermé in den Ardennen.
Im Jahr 1779 übersiedelte er nach Paris, wo er bei dem Straßburger Komponisten und Cembalisten Jean Frédéric Edelmann Kompositionsunterricht nahm. Möglicherweise verdiente er seinen Lebensunterhalt als Organist, wofür es aber bisher keine Beweise gibt. In den 1780er Jahren arbeitete er als Lehrer und veröffentlichte in dieser Zeit zwei Bände mit Klaviersonaten. Der zweite Band war mit einer sogenannten „überlegten“ Violinstimme erschienen, die die Thematik im Klavier verdoppelt.
Neben François-Joseph Gossec galt er als der Komponist der Französischen Revolution. Sein Chant national du 14 Juillet 1800, der von Napoleon nach der Schlacht von Marengo bestellt worden war, bekam fast den Rang einer Nationalhymne, und 1794 entstand seine Revolutionsoper Horatius Coclès. 1795 wurde er Inspektor des Conservatoire und Mitglied der Académie des beaux-arts.
Méhul wurde vor allem durch seine mehr als vierzig Opern bekannt, von denen Joseph auch gegenwärtig noch aufgeführt wird. Die Oper entstand vor dem Hintergrund der Ägypten-Mode nach dem Ägyptenfeldzug von Napoleon und zu dessen Krönung. Das Thema nahm auf den Vornamen der Kaiserin, Joséphine, Bezug. Carl Maria von Weber leitete eine Aufführung des Werkes 1817 anlässlich der Gründung der deutschen Hofoper in Dresden. Die bekannteste Melodie aus dieser Oper, die Romanze des Joseph A peine au sortir de l’enfance (dt. Ich war ein Jüngling noch an Jahren) wurde fälschlich als Vorlage für das Horst-Wessel-Lied ausgegeben, dieses geht jedoch vermutlich auf das deutsche Bänkellied Ich lebte einst im deutschen Vaterlande zurück.
Neben den Opern komponierte Méhul sechs große Klaviersonaten, drei Ballette, sechs Sinfonien, Bühnenmusiken und Messen.

## Stil
Er hat sich – neben seinem Zeitgenossen und Rivalen Jean-François Lesueur – um die Erweiterung der Stoffe in der Oper sehr verdient gemacht. Auf ihn gehen einige kühne Neuerungen in der Orchestrierung zurück, und Méhul gilt als Pionier in der Verwendung von Leitmotiven. Méhuls Meisterschaft im Umgang mit sinfonischen Formen und rein orchestralen Werken kommt bereits in den Ouvertüren zu seinen Opern zum Ausdruck. Aus Ludwig van Beethovens Briefen ist zu ersehen, dass er den Kompositionen Méhuls großes Interesse entgegengebracht hat; der Einfluss des Franzosen auf seine Oper Fidelio ist unverkennbar.

## Werke

### Werke für Orchester
- 1794: Ouverture burlesque
- 1797: Ouverture zu La Chasse du Jeune Henri
- 1797: Symphonie [Nr. 0] C-Dur (vorhanden: III. Andante IV. Presto)
- 1808: Symphonie Nr. 1. g-Moll (I. Allegro, II. Andante, III. Menuetto, IV. Finale. Allegro agitato)
- 1809: Symphonie Nr. 2. D-Dur (I. Adagio – Allegro, II. Andante, III. Menuetto. Allegro, IV. Finale. Allegro vivace)
- 1810: Symphonie Nr. 3. C-Dur (I. Allegro. Ferme et Modéré, II. Andante, III. Finale. Allegro)
- 1810: Symphonie Nr. 4. E-Dur (I. Adagio – Allegro, II. Andante, III. Menuetto. Allegro, IV. Finale. Allegro)
- 1810: Symphonie Nr. 5. A-Dur

### Werke für Blasorchester und Revolutionshymnen
- 1794: Ouverture pour instruments à vent
- 1794: Le Chant du départ (Lied des Aufbruchs) Text von Marie-Joseph Chénier
- 1794: Le Chant des victoires
- 1808: Le chant du retour pour la Grande Armée. Text von Marie-Joseph Chénier
- 1811: Chant lyrique pour l’inauguration de la statue de Napoléon
- Chant national du 14 Juillet 1800
- Chant Funebre à la Memoire de Feraud. Text von Louis-Pierre-Marie-François Baour-Lormian
- Hymne pour la Fête des Epoux. Text von Jean-François Ducis
- Hymne du IX thermidor. Text von Marie-Joseph Chénier
- Hymne des vingt-deux. Text von Marie-Joseph Chénier

### Messen
- 1804 Messe Solennelle für Soli, Chor und Orgel

### Bühnenwerke
- 1790: Euphrosine ou Le tyran corrigé, comédie mise en musique, fünf Akte, Libretto von François-Benoît Hoffman nach dem anonymen Roman Conradin
- 1791: Cora (zunächst Alonzo et Cora genannt), Oper in vier Akten, Libretto von Valadier nach Jean-François Marmontels Les Incas
- 1790–1792: Stratonice, comédie-héroïque, ein Akt, Libretto von François-Benoît Hoffman nach Lukians De Dea Syria und Thomas Corneilles Antiochus
- 1793: Le jugement de Pâris, Ballett
- 1793: Le jeune sage et le vieux fou, comédie mêlée de musique, ein Akt, Libretto von François-Benoît Hoffman
- 1794: Horatius Coclès, Oper in einem Akt, Libretto von Antoine-Vincent Arnault
- 1794: Le congrès des rois, comédie mêlée d’ariettes, drei Akte, Libretto von Desmaillot, eigentlich Antoine-François Eve (Gemeinschaftswerk mit Henri Montan Berton, Matthieu-Frédéric Blasius, Luigi Cherubini, Nicolas-Marie Dalayrac, Prosper-Didier Deshayes, François Devienne, André-Ernest-Modeste Grétry, Louis Emmanuel Jadin, Rodolphe Kreutzer, Jean-Pierre Solié und A.-E. Trial)
- 1794: Mélidore et Phrosine, drame lyrique, drei Akte, Libretto von Antoine-Vincent Arnault nach Pierre-Joseph Bernards Phrosine et Mélidore
- 1795: Doria ou La tyrannie détruite, opéra héroïque, drei Akte, Libretto von Gabriel-Marie Legouvé und Charles-Joseph Lœuillard Davrigny
- 1795: La caverne, comédie mise en musique, drei Akte, Libretto von Nicolas-Julien Forgeot nach Alain-René Lesages Histoire de Gil Blas de Santillane
- 1797: Le jeune Henri (eine erste Fassung hieß La jeunesse de Henri IV), drame lyrique, zwei Akte, Libretto von Jean-Nicolas Bouilly
- 1797: Le pont de Lodi (ursprünglicher Titel war La prise du pont de Lodi), fait historique, ein Akt, Libretto von Etienne-Joseph-Bernard Delrieu
- 1797–1798: La taupe et les papillons, comédie lyrique, ein Akt, Libretto von Auguste-Etienne Poisson de la Chabeaussière
- 1799: Ariodant, drame mêlée de musique, drei Akte, Libretto von François-Benoît Hoffman nach Ludovico Ariostos Orlando furioso
- 1799: Adrien (ursprüngliche Fassung als Adrien, Empereur de Rome), Oper in drei Akten, Libretto von François-Benoît Hoffman nach Metastasios Adriano in Siria
- 1800: La dansomanie, Ballett
- 1800: Epicure, Oper in drei Akten, Libretto von Charles-Albert Demoustier
- 1800: Bion, comédie mêlée de musique, ein Akt, Libretto von François-Benoît Hoffman nach Etienne-François de Lantiers Les Voyages d'Anténor
- 1801: L’irato ou L’emporté, comédie-parade, ein Akt, Libretto von Benoît-Joseph Marsollier des Vivetières
- 1802: Une folie, comédie mêlée de chants, zwei Akte, Libretto von Jean-Nicolas Bouilly
- 1802: Le trésor supposé ou Le danger d’écouter aux portes, comédie mêlée de musique, ein Akt, Libretto von François-Benoît Hoffman
- 1802: Joanna, opéra-comique, zwei Akte, Libretto von Benoît-Joseph Marsollier des Vivetières nach seinem Libretto Emma ou le Soupçon
- 1803: Héléna, opéra, drei Akte, Libretto von Jean-Nicolas Bouilly
- 1803: Le baiser et la quittance ou Une aventure de garnison, opéra-bouffon, drei Akte, Libretto von Louis-Benoît Picard, Charles de Longchamps und Michel Dieulafoy nach Antoine-Louis Polier de Bottens’ L’Heureuse Gageure (Gemeinschaftswerk mit François-Adrien Boieldieu, Rodolphe Kreutzer und Nicolas Isouard)
- 1803: L’heureux malgré lui, Oper in einem Akt, Libretto von Claude Godard d’Aucourt de Saint-Just
- 1806: Les deux aveugles de Tolède, opéra-comique, ein Akt, Libretto von Marsollier de Vivetières nach seinem Libretto Les deux aveugles de Bagdad und Geschichten aus Tausendundeiner Nacht
- 1806: Uthal (ursprünglicher Titel: Malvina), Oper in einem Akt, Libretto von Jacques Bins de Saint-Victor nach James Macphersons Berrathon
- 1806: Gabrielle d’Estrées ou Les amours d’Henri IV, Oper in drei Akten, Libretto von Claude Godard d’Aucourt de Saint-Just
- 1807: Joseph, drame mêlé de chants, drei Akte, Libretto von Alexandre Duval
- 1807–1808: Valentine de Milan, drame lyrique, drei Akte, Libretto von Jean-Nicolas Bouilly
- 1810: Les troubadours, ou La fête au château, opéra-comique, ein Akt, Libretto von Alexandre Duval
- 1810: Persée et Andromède, pantomimisches Ballett
- 1811: Les Amazones ou La fondation de Thèbes (ursprünglicher Titel: Amphion), Oper in drei Akten, Libretto von Étienne de Jouy
- 1812: Sésostris tragédie lyrique, drei Akte (unvollständig), Libretto von Antoine-Vincent Arnault und Étienne de Jouy
- 1813: Le prince troubadour ou Le grand trompeur de dames, opéra-comique, ein Akt, Libretto von Alexandre Duval
- 1814: L’oriflamme, Oper in einem Akt, Libretto von Charles-Guillaume Étienne und Louis-Pierre Baour-Lormian (Gemeinschaftswerk mit Henri Montan Berton, Rodolphe Kreutzer und Ferdinando Paër)
- 1816: La journée aux aventures, opéra-comique, drei Akte, Libretto von Pierre-David-Augustin Chapelle und Louis Mézières-Miot

### Chorwerke
- L'Infortunée Lyonnaise

### Werke für Klavier
- 1783 3 Sonaten für Klavier op. 1
- 1788 3 Sonaten für Klavier op. 2

## Aufnahmen (Auswahl)
- Beethoven & Méhul. Solistes Européens Luxembourg, Christoph König (Dirigent). Eastbourne, Rubicon Classics, 2017, OCLC 1104495421, (OCoLC)1022284378.